# Michèle Roberts
Michèle Brigitte Roberts, född 20 maj 1949 i Bushey, Hertfordshire, är en brittisk författare.
Roberts, som anslöt sig till kvinnorörelsen 1970, har varit verksam i olika skrivarkollektiv för kvinnor och tidskriften Spare Rib (1975–1977). Hon har som författare varit särskilt intresserad av att utforska olika bilder av det kvinnliga jaget. Av hennes romaner kan nämnas A Piece of the Night (1978), The Visitation (1983) och The Wild Girl (1984). Hon är ledamot av Royal Society of Literature sedan 1999.